# Estación de Teba
Teba fue un apeadero ferroviario situado en el municipio español homónimo, en la provincia de Málaga, comunidad autónoma de Andalucía. Actualmente no tiene servicio de pasajeros.

## Situación ferroviaria
Se encuentra en la línea férrea que une Bobadilla con Algeciras, pk 21,3 a 424 metros de altitud, entre las estaciones de Campillos y de Almargen-Cañete La Real. El tramo es de via única y está sin electrificar.

## Historia
La estación fue puesta en servicio el 7 de septiembre de 1891 con la apertura del tramo Ronda-Bobadilla de la línea férrea que pretendía unir esta última con Algeciras. Las obras corrieron a cargo de la compañía inglesa The Algeciras-Gibraltar Railway Company. El 1 de octubre de 1913, la concesión de la línea fue traspasada a la Compañía de los Ferrocarriles Andaluces que la gestionó hasta que en 1941 se produjo la nacionalización del ferrocarril en España y se creó RENFE.
Desde el 31 de diciembre de 2004 Adif es la titular de las instalaciones ferroviarias.
En 2013 fue suprimida la parada de Teba en el tren Algeciras-Granada, quedando la estación sin servicio de pasajeros, aunque oficialmente no ha sido clausurada.